# Acmaeodera sinuata
Acmaeodera sinuata är en skalbaggsart som beskrevs av Van Dyke 1919. Acmaeodera sinuata ingår i släktet Acmaeodera och familjen praktbaggar.

## Underarter
Arten delas in i följande underarter:
- A. s. sinuata
- A. s. sexnotata